# Cayetano Enríquez de Salamanca
Cayetano Enríquez de Salamanca y Navarro (Madrid, 1936 - Fitero, 2006) fue un observador y divulgador del entorno natural y humano de España. Su espíritu investigador quedó reflejado en multitud de libros de corte humanista sobre temas como Bellas Artes, Historia, Geografía o Montañismo. Además de escritor de numerosos libros de viajes, es autor de la mayoría o la totalidad de las fotografías que los ilustran, así como se encargó muchas veces de su diseño, maquetación y edición.

## Biografía
Nació en Madrid a principios de la contienda civil. Se licenció en Ciencias Físicas en las Universidades de Madrid y Barcelona. Estuvo dedicado a la enseñanza media y superior, así como a la traducción de obras científicas francesas y estadounidenses. Se especializó en Organización de Empresas e Informática.  En 1963 acuñó el neologismo "informática". Tras ejercer su labor profesional en ambos campos, fue derivando hacia temas humanistas. 
En los años 70 del siglo XX fundó su propia editorial para ir publicando sus libros. Este esfuerzo divulgador fue coronado con multitud de reconocimientos, entre los que destacan el Premio Nacional de Turismo Vega Inclán de 1982, la Medalla de Plata al Mérito Turístico o la Placa de Plata de la Federación Española de Montañismo. Varios de sus libros fueron declarados por el Ministerio de Información y Turismo como "libro de interés turístico". Son de destacar sus series sobre los Pirineos y el Románico.
Estuvo casado y tuvo una hija. A su fallecimiento, acaecido el 21 de agosto de 2006, hizo donación de su biblioteca personal al Ayuntamiento de Fitero, población navarra en la que residió sus últimos 10 años. El fondo constaba de unos 7000 libros, una colección de material audiovisual, diverso mobiliario y varias antigüedades. 

## Libros

### 1960
- Herbert Goldstein: Mecánica Clásica, Editorial Aguilar, Madrid, 1963 [traducido por Cayetano Enríquez]

- D. H.Everett: Termodinámica química, Editorial Aguilar, Madrid, 1964, 232 pp, ISBN 84-0320048X [traducido por Cayetano Enríquez y Albino Yusta Almarza]

- Guadalajara, Editorial Everest, León, 1969, 167 pp, Depósito Legal: LE 290-1973 43B, ISBN 84-24142896 [reimpreso en 1973, 1977, 1980 y 1983]

### 1970
- Los castillos de Salamanca y Zamora, Revista Geográfica Española, núm.?, Madrid, 1970

- Peregrinaciones a Santiago, Revista Geográfica Española, núm. 51, Madrid, 1971

- Jaén, Editorial Everest, León, 1970, 173 pp, ISBN 84-? [reimpreso en 1973 y 1978]

- Palencia, Guías artístico-turísticas Everest, Editorial Everest, León, 1972, 160 pp, 19 cm ISBN 84-24143612 [reediciones de 1975, 1980, 1983, 1987 y 7.ª en 1990]

- Domingo Manfredi Cano: Cante y baile flamencos, Colección Guías Everest, Editorial Everest, León, 178 pp, 18 cm, 1973, 2.ª edición, ISBN 84-24142411 [fotografías de Esan, C. Enríquez de Salamanca y Cifra Gráfica]

- Alcalá de Henares y su Universidad Complutense, Instituto Nacional de Administración Pública, Alcalá de Henares, 1973, 320 pp, 24x17 cm, ISBN 84-60059200

- Guadarrama y Gredos, Editorial Everest, León, 1973, 160 p, ISBN 84-24144155 [reedición en 1988]

- Ciudad Real, Colección Guías Everest, Editorial Everest, León, 1973, 170 pp, 18 cm, ISBN 84-24142470 [3.ª reedición en 1983, 4.ª en 1986]

- La provincia de Segovia, Colección Guías Turísticas, Editorial Everest, León, 1973, 173 pp, 18 cm, ISBN 84-24144147 [2.ª edición en 1979, 3.ª en 1983]

- La Catedral de Sevilla y el Monasterio de San Isidoro del Campo, Enríquez de Salamanca Editor, Las Rozas (Madrid), 1974, 108 pp, 17x12 cm, ISBN 84-40076363

- The cathedral of Seville and Monastery of St. Isidoro del Campo, Enríquez de Salamanca Editor, Las Rozas (Madrid), 1974, 108 pp, 17x12 cm, ISBN 84-40076355

- Santa María del Paular, Enríquez de Salamanca, Monasterio de Santa María del Paular (Madrid), 1974, 127 pp, ISBN 978-84-40072085 [2.ª reedición en 1986]

- Por el Pirineo Aragonés. Rutas de la Jacetania, Enríquez de Salamanca Editor, Las Rozas (Madrid), 1974, ISBN 84-40082967 [3.ª edición en 1979]

- Por el Pirineo Aragonés. Rutas del Sobrarbe y la Ribagorza, Enríquez de Salamanca Editor, Las Rozas (Madrid), 1974, ISBN 84-40018042 [4.ª edición en 1986, 5.ª en 1992]

- Gredos. Por dentro y por fuera, Enríquez de Salamanca Editor, Las Rozas (Madrid), 1975, 190 pp, ISBN 84-4008563x [2.ª edición en 1981, 3.ª en 1985]

- Por el Pirineo Catalán. Valle de Arán y Parque Nacional de Aigües Tortes, Enríquez de Salamanca Editor, Las Rozas (Madrid), 1975, 176 pp, ISBN 84-40031769 [3.ª edición en 1979]

- Pierre Minvielle: Cañones de la Sierra de Guara, Enríquez de Salamanca Editor, 1976, 104 pp, 18x24 cm, ISBN 84-4001984X [traducido por C. Enríquez de Salamanca]

- Panoramas del Pirineo Español, Enríquez de Salamanca Editor, Las Rozas (Madrid), 1976, ISBN 84-40039123, 160 pp [coautor junto a Antonio González Sicilia]

- Por el Pirineo Catalán. El Pallars, el Alto Urgel y Andorra, Enríquez de Salamanca Editor, Las Rozas (Madrid), 1976, ISBN 84-40097131

- Por el Pirineo Catalán. Cerdaña, Alto Berguedá y Ripollés, Enríquez de Salamanca Editor, Las Rozas (Madrid), 1977, ISBN 84-40026080

- Por el Pirineo Catalán. Garrotxa y Alto Ampurdán, Enríquez de Salamanca Editor, Las Rozas (Madrid), 1978, ISBN 84-?

- Pel Pirineu Català. De la Vall d'Aran a l'Alt Urgell, Enríquez de Salamanca Editor, Las Rozas (Madrid), 1978, ISBN 84-40042973

- Por el Pirineo Navarro. Del Baztán a Belagua, Enríquez de Salamanca Editor, Las Rozas (Madrid), 1978, ISBN 84-30000437

- La Cerdaña, Enríquez de Salamanca Editor, Las Rozas (Madrid), 1979, ISBN 84-30010378

- El Valle de Benasque, Enríquez de Salamanca Editor, Las Rozas (Madrid), 1979, ISBN 84-?

### 1980
- Ministerio de Información y Turismo: La España de los Museos, Servicio de Publicidad e Información de Turismo, Madrid, 1980, 22 cm, apaisado, 86 pp, texto de Cayetano Enríquez de Salamanca

- Pel Pirineu Català. De la Cerdanya l'Alt Empordà, Enríquez de Salamanca Editor, Las Rozas (Madrid), 1980, ISBN 84-3002106X

- Por los Picos de Europa. De Ándara al Cornión, Enríquez de Salamanca Editor, Las Rozas (Madrid), 1980, ISBN 84-30021051

- Por la Sierra de Guadarrama, Enríquez de Salamanca Editor, Las Rozas (Madrid), 1981, 210 pp, ISBN 84-30040811

- Aínsa y el Sobrarbe, Enríquez de Salamanca Editor, Las Rozas (Madrid), 1982, 130 pp, 18x12 cm, ISBN 84-30069712

- La Sierra de Guara, Enríquez de Salamanca Editor, Las Rozas (Madrid), 1982, 160 pp, 18x12 cm, ISBN 84-30070222

- Jaca y el Románico, Editorial Everest, León, 1983, 64 pp, 25x19 cm, ISBN 84-24147294

- Jaca y su tierra, Enríquez de Salamanca Editor, Las Rozas (Madrid), 1983, 160 pp, 18x13 cm, ISBN 84-30090770

- Cabrales y Picos de Europa, Enríquez de Salamanca Editor, Las Rozas (Madrid), 1983, ISBN 84-30090789

- Crónica de Alcalá de Henares, Instituto Nacional de Administración Pública, Alcalá de Henares, 1983, ISBN 84-73511654

- El Parque Nacional de la Montaña de Covadonga, Enríquez de Salamanca Editor, Las Rozas (Madrid), 1984, ISBN 84-39809042

- Atlas turístico del Pirineo, Enríquez de Salamanca Editor, Las Rozas (Madrid), 1984, 15 pp, 25x18 cm, ISBN 84-? [mapas a color]

- Rutas del Románico en la provincia de Huesca, Enríquez de Salamanca Editor, Las Rozas (Madrid), 1987, 214 pp, ISBN 84-39895828

- Rutas del Románico en la provincia de Soria, Enríquez de Salamanca Editor, Las Rozas (Madrid), 1986, ISBN 84-39871368

- Peñalara: 75 años, 1913-1988, Real Sociedad Española de Alpinismo Peñalara, Madrid, 1988, 224 pp, 24 cm, ISBN 84-? [libro conmemorativo del LXXV aniversario de la R.S.E.A. Peñalara]

- Rutas del Románico en la provincia de Salamanca, Enríquez de Salamanca Editor, Las Rozas (Madrid), 1989, ISBN 84-40446152

- Rutas del Románico en la provincia de Zamora, Enríquez de Salamanca Editor y Librería Cervantes, Las Rozas (Madrid), 1989, ISBN 844-0446160

### 1990
- Rutas del Románico en la provincia de León, Enríquez de Salamanca Editor y Librería Cervantes, Las Rozas (Madrid), 1990, ISBN 84-40469578

- Museos de España, Instituto de Turismo de España, Madrid, 1991, 48 pp, 21x10 cm, ISBN 84-86941466

- Rutas del Románico en la provincia de Palencia, Enríquez de Salamanca Editor, Las Rozas (Madrid), 1991, ISBN 84-40492979

- Guía de Toledo, Serie Guías de España, El País/Aguilar, 1990, 192 pp, 20 cm, ISBN 84-03590547

- Guía del Camino de Santiago, Serie Grandes Rutas, El País/Aguilar, 1991, 252 pp, 23x14 cm, ISBN 978-84-03591519 [3.ª edición en 1993]

- Curiosidades de Toledo, Ediciones El País, Madrid, 1992, ISBN 84-03591675

- La ruta pirenaica, Serie Grandes Rutas, El País/Aguilar, Madrid, 1994, 240 pp, 23 cm, ISBN 84-03592752

- Tesoros artísticos de España, S. A. de Promoción de Ediciones, Madrid, 1994, 656 pp, 36x27 cm, ISBN 84-77585849 [reimpresiones: 1995, 1996, 1997, 1999]

### 2000
- Monumenta hispánica, catálogo monumental de España, Enríquez de Salamanca Editor, Las Rozas (Madrid), 2000, ISBN 84-60711536, en formato CD-ROM